# 植物湾
植物湾，又译为植物学湾、博塔尼湾，位于澳大利亚悉尼海岸，距悉尼中央商务区南13公里。库克河与乔治斯河作为植物湾的两条主要支流，由此注入大洋，通往悉尼机场的两条高速公路也延伸至此。1770年4月29日，在完成新西兰沿海航行后，詹姆斯·库克上尉搭乘奋进号抵达此处，并从这里踏上了澳洲大陆。随后此处成为了英国政府的计划流放地，但第一批欧洲移民最终选择了植物湾稍北的悉尼湾作为定居点。

## 历史

### 原住民
植物湾沿岸的考古证据显示，原住民在此定居已有5000年历史。悉尼地区的原住民是爱奧拉人（Eora）、塔尔瓦斯人（Dharawal）和塔鲁尔人（Dharug），包含至少28个已知氏族，各自拥有传统领地。植物湾地区的部族包括占据南岸的格威盖尔人（Gweagal）与北岸的Gameygal人。Bidjigal氏族可能曾居住于库克斯河与乔治斯河（Georges River）之间，但相关证据尚不明确。
植物湾在塔尔瓦斯语中被称为“Kamay”。

### 欧洲移民

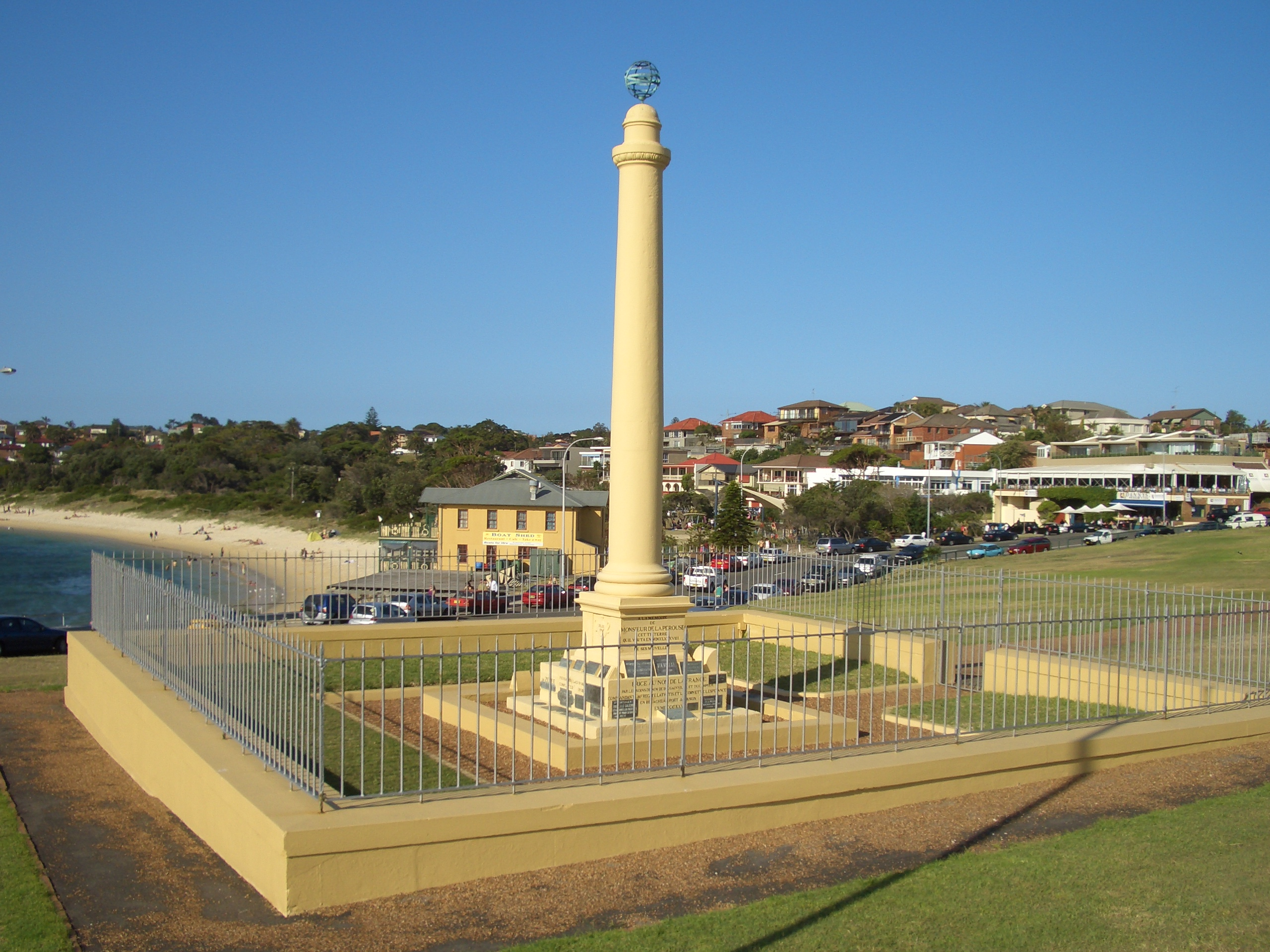
位于悉尼拉彼鲁兹的纪念柱

1770年4月29日星期日，詹姆斯·库克上尉指挥皇家海军奋进号沿澳大利亚东海岸航行时，首次登陆位于植物湾南岸的克内尔。库克及其考察队成员最初因捕获大量魟鱼，将该地命名为“魟鱼湾”（Stingrays Harbour），此名称亦记录于一幅海图中。库克在1770年5月6日的航海日志中记载：“此处发现的大量此类鱼类，因此我将其命名为‘魟鱼湾’”。但后来根据日志整理的正式报告中，库克修改为：“班克斯先生与索兰德博士在此发现大量植物，因此我将其命名为‘植物学家植物湾’（Botanist Botany Bay）”（原文如此）。
18年后，亚瑟·菲利普总督于1788年1月18日指挥皇家海军供应号驶入该湾。殖民者首次接触当地爱奧拉原住民，对方表现出好奇又警惕的态度。两天后，第一舰队其余船只抵达，计划在此建立流放地。由于淡水不足，该地区很快就被认定为不适合定居；菲利普还认为沼泽化海岸影响健康，海湾过于开阔且无遮蔽，水深不足导致船只难以近岸，土壤也较贫瘠。
该地区遍布极为坚硬的树木。当流放犯试图砍伐时，工具频频损毁，最终需用火药爆破树根。为军官搭建的简陋棚屋在暴雨中纷纷倒塌。更重要的是，菲利普担心新殖民地易受原住民或外国势力攻击。尽管最初指令要求他在植物湾建立殖民地，但被授权可酌情调整选址。因此，菲利普决定北迁至天然良港悉尼港。
1788年1月24日清晨，拉彼鲁兹伯爵让-弗朗索瓦·德·加洛率领的法国探险队出现在植物湾外。1月26日，供应号驶离该湾，转锚悉尼湾。当日下午，第一舰队其余船只抵达悉尼湾。1789年，约翰·亨特船长从好望角运粮返回后，对植物湾进行考察。由于该地区淡水供应充足，19世纪人口不断增加。
悉尼建立后的近50年间，植物湾西岸基本保持原始状态。由于交通不便，直至通过坎特伯雷（Canterbury）开辟西部通道后，该地区才逐步开发。这条通道发展为如今的伊拉瓦拉路（Illawarra Road），仍是悉尼东郊主要交通干道之一。库克斯河渡口附近的土地在新殖民地早期即被开垦定居。

## 地标
澳大利亚最繁忙的悉尼机场坐落于植物湾西北侧，部分跑道延伸至湾内。二战后，库克斯河入海口西移两公里以便机场扩建。通过填海工程，原南北向跑道得以延长，并新建了第二条平行跑道。
博塔尼港（Port Botany）的首座集装箱码头位于机场以东，建于1970年代，现为悉尼最大的集装箱码头。第二座集装箱码头于1980年代完工，散装液体储存设施分布于海湾南北边缘。2011年第三座集装箱码头建成投用。
海湾岬角区域由新南威尔士州国家公园与野生动物管理局划为卡迈植物湾国家公园加以保护。海湾入口北侧为历史遗迹拉彼鲁兹，南侧为克内尔。尽管位置相对偏远，海湾南岸却呈现出原始国家公园与重工业设施共存的特殊景观，包括悉尼海水淡化厂、加德士燃油码头、污水处理厂及历史遗留的采砂设施。海湾南侧托拉角附近水域被划为生态保护区，由该管理局围栏管理。
海湾西岸分布着罗宾逊夫人海滩等热门游泳场所，城市化程度较高。
植物湾周边现存众多二战时期军事掩体。

## 海洋生物
尽管港口比较繁忙，植物湾依然有着多元化的海洋生物族群，且环绕其入海口附近有着悉尼大都市圈区域最佳的潜水区。2008年，植物湾监测项目启动，志愿者参与监测与保护海湾集水区及其独特的海洋生物群。
在植物湾国家公园的南面（克内尔）的潜水点“Steps”曾被发现有世界上最大规模数量的草海龍集群。草海龍仅是植物湾全港内发现的数百种海洋生物之一。古氏蓝唇鱼是新南威尔士州的州鱼，常被潜水员在沿植物湾的海岸线上发现。

## 图集

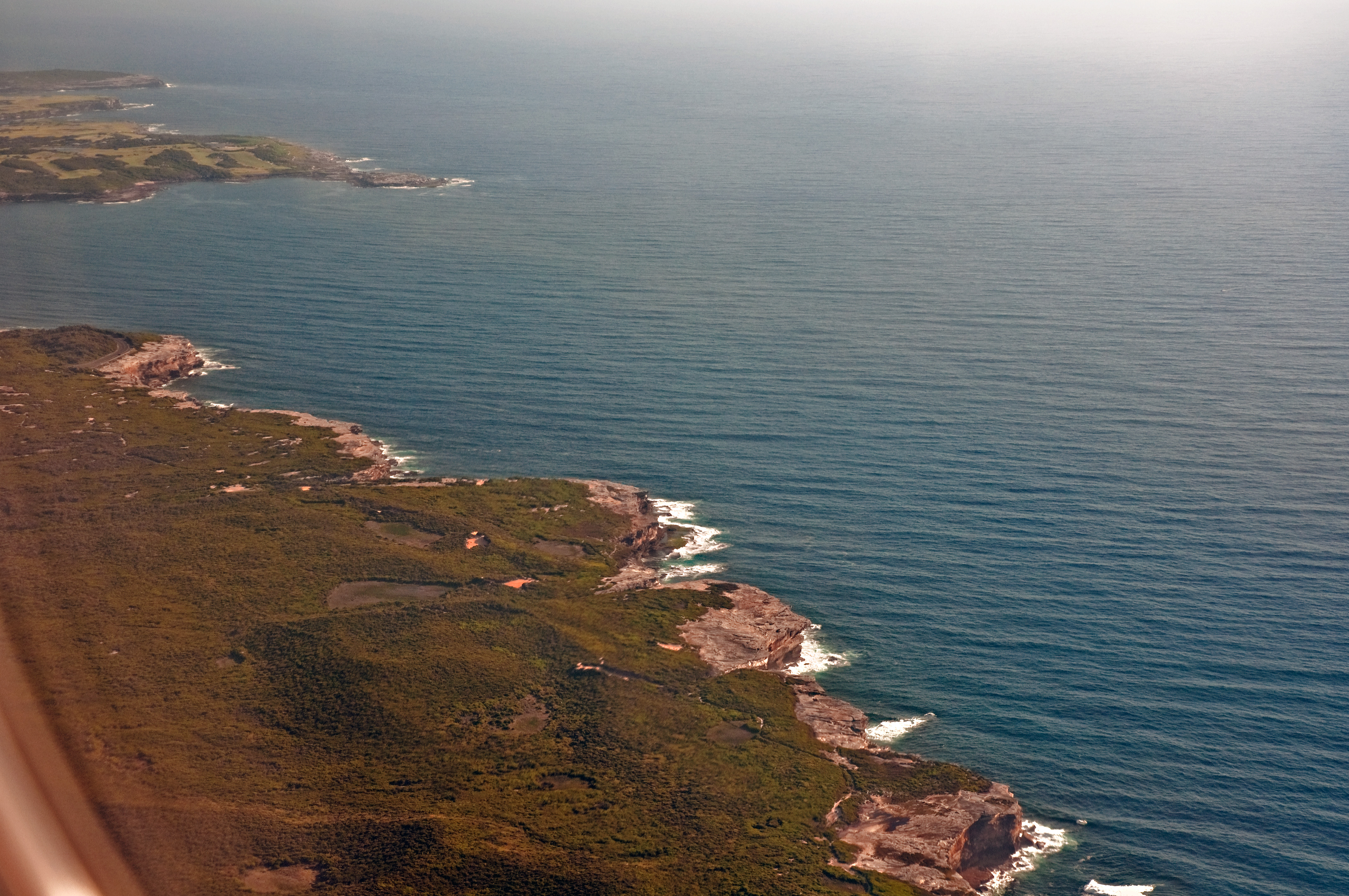
当植物湾的入海口遇到塔斯曼海，在克内尔（英语：Kurnell, New South Wales）上空拍摄
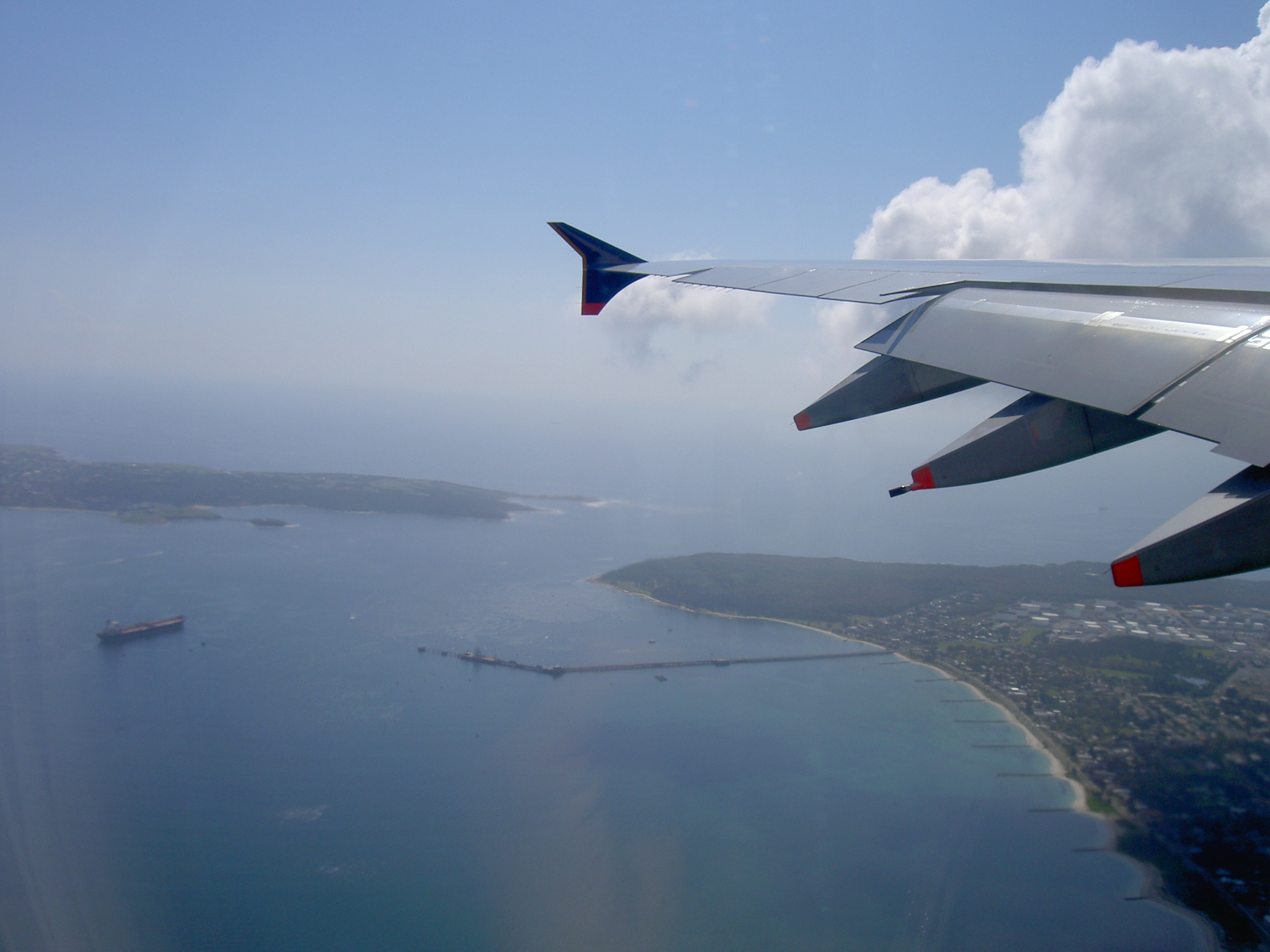
从空中看植物湾入海口
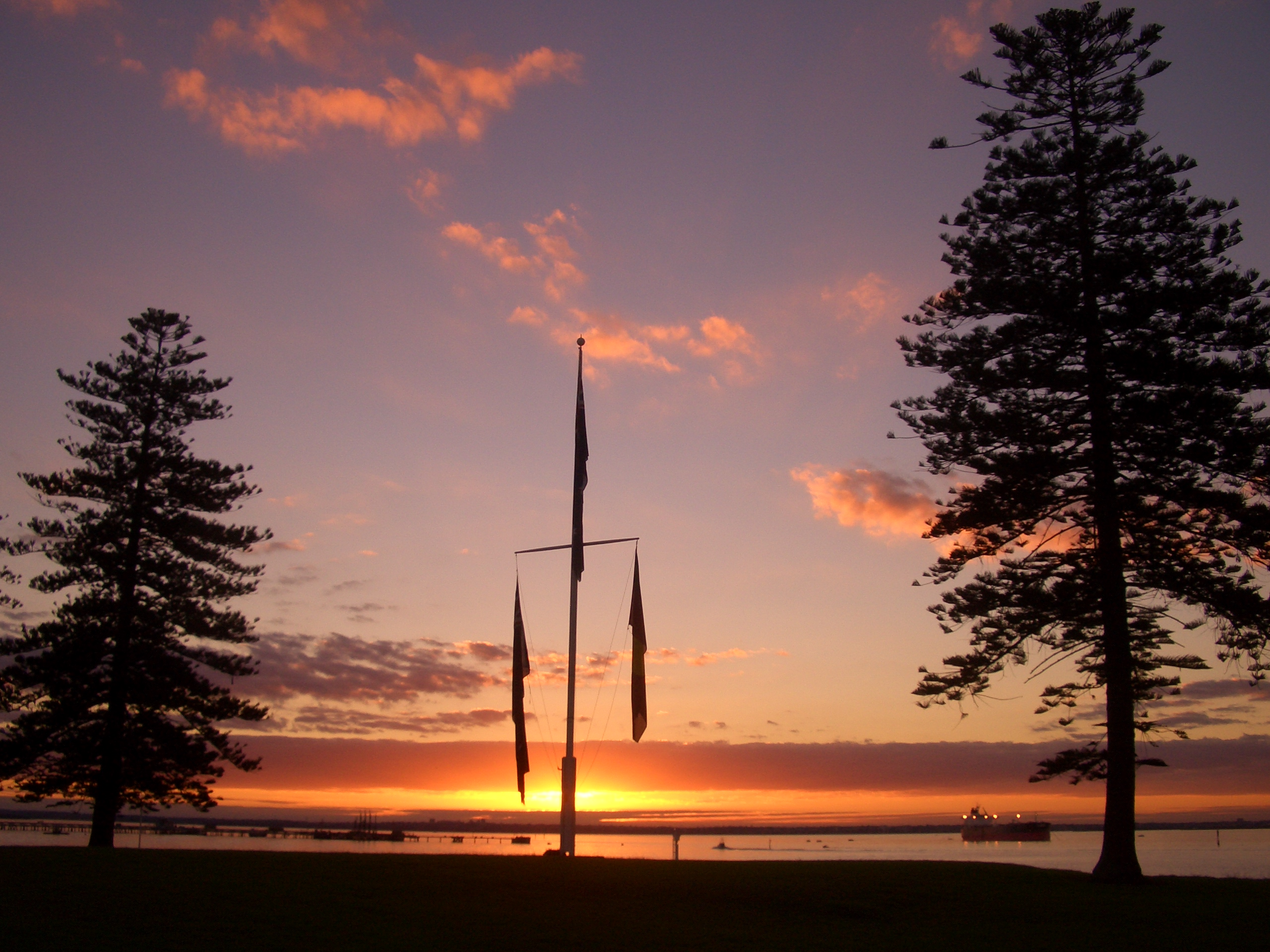
从克内尔（英语：Kurnell, New South Wales）远眺植物湾
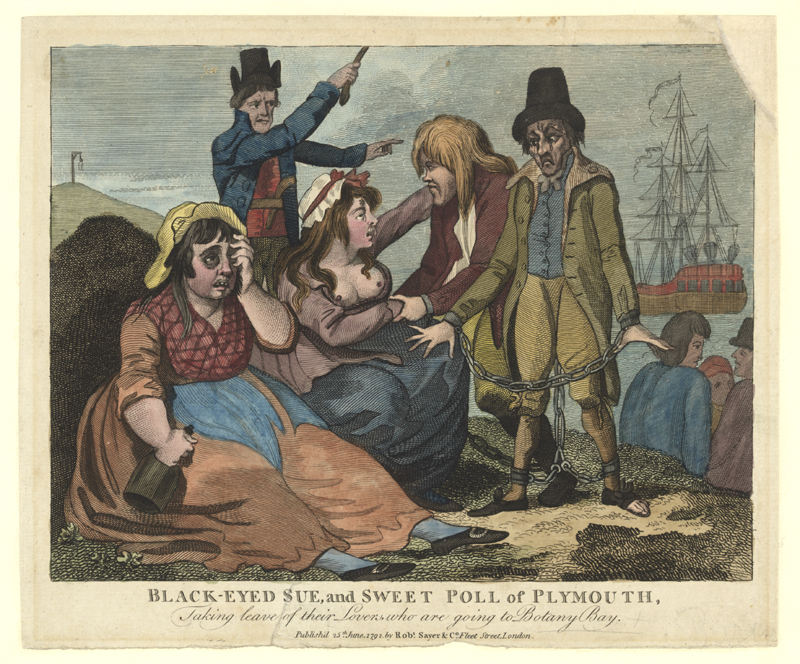
普利茅斯的黑眼睛姑娘因情人辗转植物湾而感伤不已, 1792
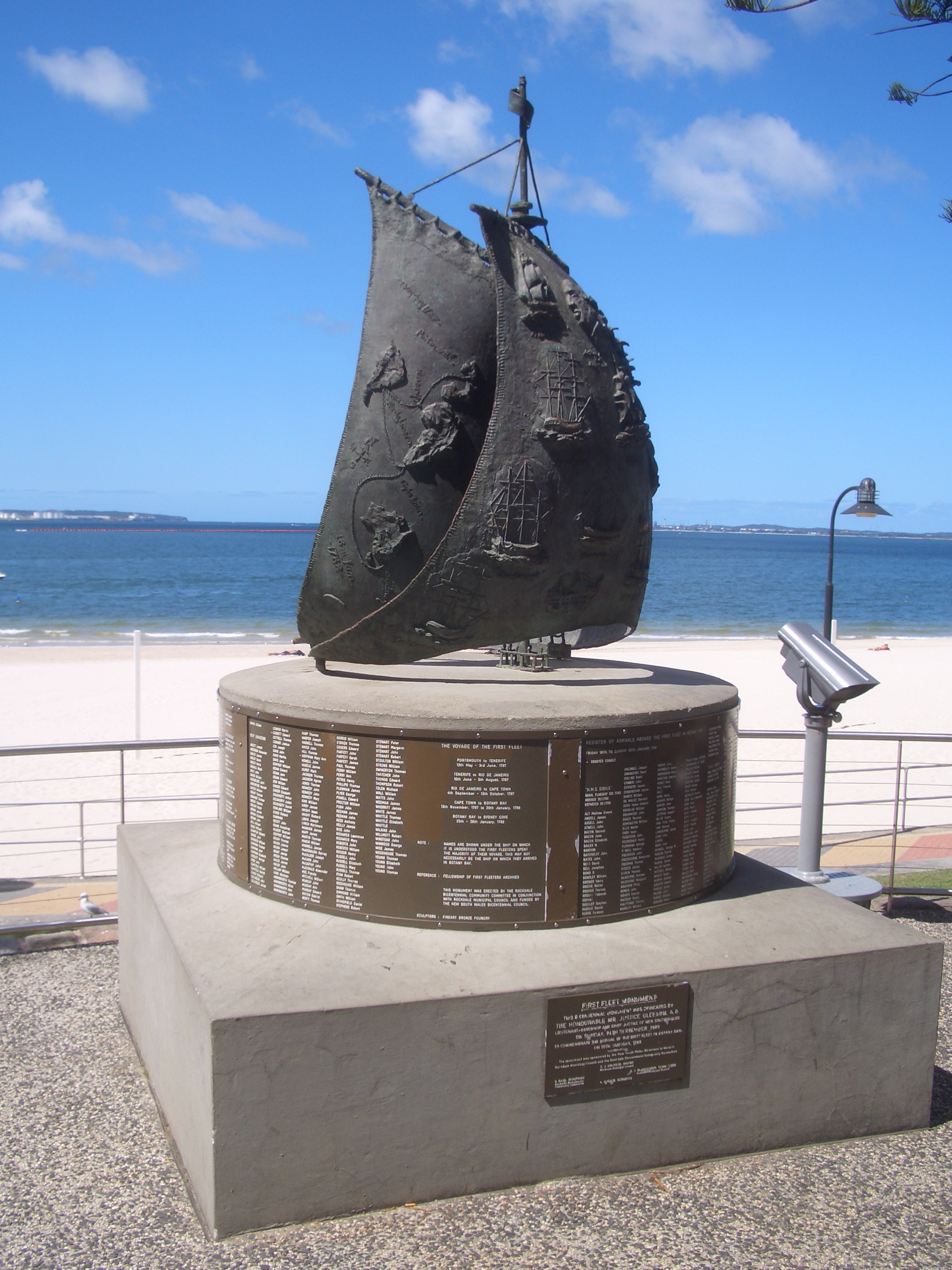
于布莱顿海滩的两百年纪念日

### 书目
- Beaglehole, J.C. (编). . Cambridge University Press. 1968. OCLC 223185477.